# Sovoleano, Kiustendil
Sovoleano (în bulgară Соволяно) este un sat în comuna Kiustendil, regiunea Kiustendil,  Bulgaria. 

## Demografie
Componența etnică a satului Sovoleano
     Bulgari (97,22%)
     Nicio identificare (2,77%)
     Altele (0%)
La recensământul din 2011, populația satului Sovoleano era de 685 locuitori. Din punct de vedere etnic, majoritatea locuitorilor (97,22%) erau bulgari. Pentru 2,77% din locuitori nu este cunoscută apartenența etnică.